# Psychotria subcucullata
Psychotria subcucullata är en måreväxtart som beskrevs av Elmer Drew Merrill. Psychotria subcucullata ingår i släktet Psychotria och familjen måreväxter. Inga underarter finns listade i Catalogue of Life.